# 아티스

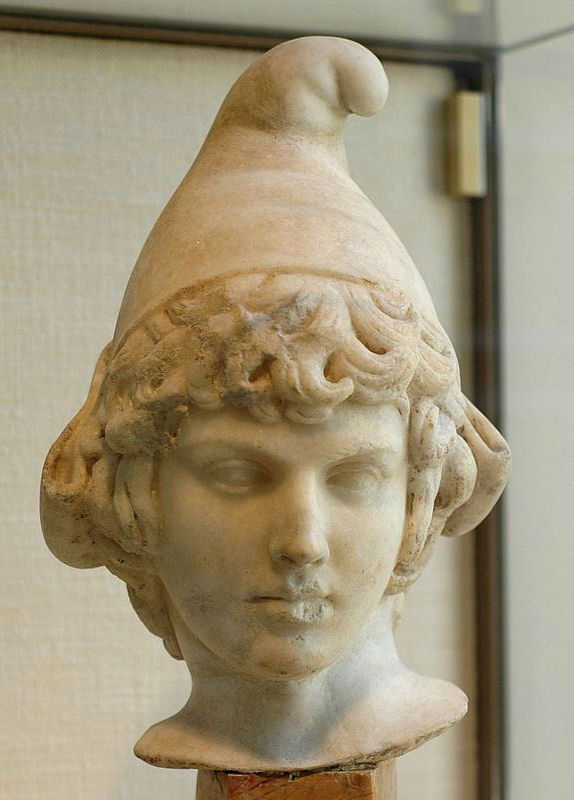
프리기아 모자를 쓴 소년 아티스

아티스(영어: Attis, 고대 그리스어: Ἄττις/Ἄττης)는 아나톨리아의 프리기아를 기원으로 하는 죽음과 부활의 신이며 제우스와 가이아의 손자이자 마네스의 아들이기도 하다. 모신인 키벨레와 함께 고대 그리스와 고대 로마 등에 전파되었다.

## 개요
아티스는 대지모신으로 알려진 프리기아의 여신 키벨레의 아들이며 애인이기도 하다. 일설에 따르면 제우스와 가이아의 아들 마네스가 그의 아버지라고 한다. 그러나 키벨레는 아티스가 다른 인간의 여성과 사랑에 빠지자 그를 미쳐 자살하게 만들었다. 이후 아티스는 나무의 형태로 부활하게 된다.

## 전설

### 기원
아티스는 본래 프리기아의 상업도시 펫사누스(en:Pessinus)와 관련된 반신이었다. 그 도시에 바람이 불어 오는 쪽에는 아그디스티스(en:Agdistis) 산이 있어, 그 산은 이전부터 데몬의 체현이라고 여겨지고 있었다.
아티스가 아그디스티스(키벨레)로부터 유래한다는 이야기를 들은 것은 여행자 파우사니아스(en:Pausanias)였다. 그가 전해 들은 이야기에 따르면, 아그디스티스는 본래 반음양이었다. 그러나 올림푸스의 신들은 아그디스티스를 두려워해 그의 남성기를 절제해 버렸다. 이윽고 지상에 버려진 성기에선 한 그루의 아몬드 나무가 자라났다. 그 나무가 여물었을 때, 상가리오스(en:Sangarios) 강의 딸 나나가 그 씨앗을 가슴에 숨겼다. 얼마 지나지 않아 씨앗은 사라져 그녀의 몸 속으로 흡수되었다. 그리고 사내아이가 태어났지만, 곧 들판에 버려지고 그를 수컷의 염소들이 키우게 되었다.

### 죽음과 부활
아티스는 자라나면서 장발의 미남자가 되었다. 이윽고 아그디스티스(키벨레)는 아티스와 사랑에 빠졌다. 그러나 아티스의 수양부모는 그를 펫사누스에 보내 그곳의 왕녀와 결혼시키려고 하였다. 이것에 질투를 느낀 아그디스티스는 초절적인 힘을 발휘해 아티스의 정신을 분열시키고 스스로 거세하여 죽게 만들었다. 하지만 펫사누스의 왕도 그것을 모방하여 스스로를 거세하고 키벨레에 몸을 바치는 코류반테스의 선례가 되었다. 이윽고 아그디스티스는 아티스를 죽인 것을 후회하여 그의 신체를 쇠약해지지 않는 전나무로 바꾸어 버렸다.

### 돼지와 관련
이웃의 리디아가 프리기아를 지배하게 되자, 키벨레와 아티스의 신앙이 보다 널리 퍼지게 되었다. 이것은 제우스의 질투를 불렀다. 제우스는 리디아의 작물을 파괴할 수 있도록 한 필의 수퇘지를 풀었다. 게다가 수퇘지들은 아티스는 물론 몇몇의 리디아인들을 살해했다. 파우사니아스는 이것과 펫사누스의 코류반테스들이 돼지를 먹지 않는 습관을 연관시켰다. 신화의 이러한 부분은, 리디아의 코류반테스들이 돼지를 먹지 않는 금기를 설명하기 위해 생각해 낸 것이라고 여긴다.

## 영향

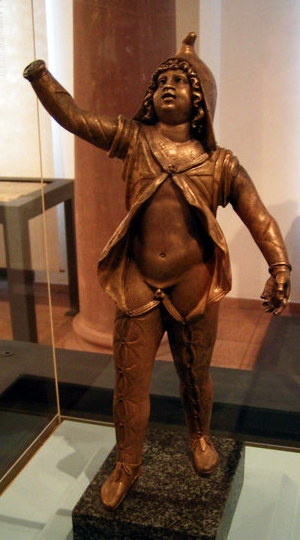
라인란트 박물관의 아티스 동상

- 마그나 그라이키아에서 발견된 부조에서 아티스는 키벨레와 함께 전차에 타고 있는 모습으로 표현된다.[5]
- 모셀(mosel)이 복원한 아티스의 상은 아나톨리아의 신들이 입는 전형적인 의복을 갖추고 프리기아 모자를 쓰고있다.(우측사진)

## 관련 문헌
- M. J. Vermaseren, Cybele and Attis, Thames & Hudson, London, 1977.
- P. Lambrechts, Attis: Van Herdersknaap tot God (Brussels:Vlaamse Akademie) 1962. (French summary)
  - Reviewed by J.A. North in The Journal of Roman Studies 55.1/2 (1965), p. 278-279.
- H. Hepding, Attis seine Mythen und sein Kult (Religionsgeschichtliche Versuche und Vorarbeiten I), Giessen, 1903.
- E.N. Lane (ed.), Cybele, Attis and Related Cults. Essays in Memory of M.J. Vermaseren. (Religions in the Graeco-Roman World, 131), Leiden-Köln, 1996.